# Evert Venema
Evert Venema is een Nederlandse radiomaker en -coördinator die in België werkt en woont.

## Biografie
Venema studeerde rechten aan de universiteit van Antwerpen van 1980 tot 1987.
Zijn eerste radiowerk was voor Radio Totaal uit Kapellen.
Hij werkt bij de VRT sinds 1992, voornamelijk bij Radio 1 en Radio Donna. Bij Donna was hij naast presentator ook muziekcoördinator tot eind 2005. Daarna verliet hij Donna, maar bleef hij werkzaam bij de VRT.
Vanaf 2014 presenteerde Venema het vernieuwende radioprogramma Braakland op Radio 1. Daarna presenteerde hij nog diverse andere programma's.
Zelf noemt hij zich een "Nederlandse Belg".